# Salman Ahmed Al-Ansari
Salman Ahmed Al-Ansari (Doha, Catar; 13 de junio de 1983) es un exfutbolista de Catar que jugaba en la posición de guardameta.

## Carrera

### Club
Jugó toda su carrera con el Al-Rayyan SC de 2003 a 2006, con el que ganó dos copas nacionales.

### Selección nacional
Jugó para Qatar en cuatro ocasiones de 2000 a 2003, participó en la Copa Asiática 2000 y en los Juegos Asiáticos de 2002.

## Tras el retiro
Luego de su retiro forzado en 2006 luego de tener una cirugía del corazón, estudió en la Universidad de Catar la carrera de derecho antes de mudarse a Estados Unidos y continuar su carrera legal en la Universidad de Pensilvania por tres años.
Luego de graduarse, Salman se unió a Patton Boggs LLP, y más tarde a Al-Ansari & Associates. En 2013 asistió a la Escuela de Estudios Superiores de Comercio y ganó el premio EMBA.

## Logros
- Copa del Emir de Catar: 2

2003/04, 2005/06